# Marco Criado
Marco Criado (Andújar, 25 aprile 1522 – La Peza, 25 settembre 1569) fu un sacerdote trinitario spagnolo, ucciso dai musulmani sull'Alpujarra dove svolgeva la sua missione. Venerato come martire sin dalla morte, papa Leone XIII ne confermò il culto come beato nel 1899.

## Biografia
Entrò nell'Ordine della Santissima Trinità nel 1536 e fu ordinato sacerdote. 
Dopo la rivolta dei Moriscos, i vescovi di Guadix e Almería invitarono i trinitari come missionari nelle loro diocesi e Marco Criado fu inviato a predicare sull'Alpujarra, dove fu catturato dai Moriscos e ucciso dopo varie torture.

## Culto
Il culto prestato ab immemorabili a Marco Criado fu riconosciuto il 24 luglio 1899 da papa Leone XIII e al martire fu attribuito il titolo di beato.
Il suo elogio si legge nel Martirologio romano al 25 settembre.